# Atolovo, Iambol
Atolovo (în bulgară Атолово) este un sat în comuna Straldja, regiunea Iambol,  Bulgaria. 

## Demografie
Componența etnică a satului Atolovo
     Bulgari (70,5%)
     Romi (26,5%)
     Nicio identificare (1,5%)
     Altele (1,5%)
La recensământul din 2011, populația satului Atolovo era de 200 locuitori. Din punct de vedere etnic, majoritatea locuitorilor (70,5%) erau bulgari, cu o minoritate de romi (26,5%). Pentru 1,5% din locuitori nu este cunoscută apartenența etnică.